# Llista de viles de Luxemburg
Llista de viles de Luxemburg per ordre alfabètic i amb el nom luxemburguès i la seva comuna.
| Índex A B C D E F G H I J K L M N O P Q R S T U V W X Y Z |

## A
| Nom        | Nom luxemburguès | Comuna            |
| ---------- | ---------------- | ----------------- |
| Abweiler   | Obeler           | Bettembourg       |
| Ahn        | Ohn              | Wormeldange       |
| Allerborn  | Allerbur         | Wincrange         |
| Alscheid   | Alschent         | Kiischpelt        |
| Altlinster | Allënster        | Junglinster       |
| Altrier    | Altréier         | Bech              |
| Altwies    | Altwis           | Mondorf-les-Bains |
| Alzingen   | Alzeng           | Hesperange        |
| Angelsberg | Aangelsbierg     | Fischbach         |
| Ansembourg | Aansebuerg       | Helperknapp       |
| Arsdorf    | Uerschdref       | Rambrouch         |
| Aspelt     | Uespelt          | Frisange          |
| Assel      | Aassel           | Bous-Waldbredimus |
| Asselborn  | Aasselbur        | Wincrange         |

## B
| Nom                 | Nom luxemburguès   | Comuna               |
| ------------------- | ------------------ | -------------------- |
| Basbellain          | Kierchen           | Troisvierges         |
| Bascharage          | Nidderkäerjeng     | Käerjeng             |
| Baschleiden         | Baschelt           | Boulaide             |
| Bastendorf          | Baastenduerf       | Tandel               |
| Bavigne             | Béiwen             | Lac de la Haute-Sûre |
| Beaufort            | Beefort            | Beaufort             |
| Bech                | Bech               | Bech                 |
| Bech-Kleinmacher    | Bech-Maacher       | Schengen             |
| Beckerich           | Biekerech          | Beckerich            |
| Beidweiler          | Beidler            | Junglinster          |
| Beiler              | Beeler             | Weiswampach          |
| Belvaux             | Bieles             | Sanem                |
| Berbourg            | Berbuerg           | Manternach           |
| Berchem             | Bierchem           | Roeser               |
| Berdorf             | Bäerdrëf           | Berdorf              |
| Bereldange          | Bäreldeng          | Walferdange          |
| Berg                | Bierg              | Betzdorf             |
| Bergem              | Biergem            | Mondercange          |
| Beringen            | Bieréng            | Mersch               |
| Berlé               | Bärel              | Winseler             |
| Berschbach          | Bierschbësch       | Mersch               |
| Bertrange           | Bartréng           | Bertrange            |
| Bettange-sur-Mess   | Betten op der Mess | Dippach              |
| Bettborn            | Bieberech          | Préizerdaul          |
| Bettel              | Bëttel             | Tandel               |
| Bettembourg         | Beetebuerg         | Bettembourg          |
| Bettendorf          | Bettenduerf        | Bettendorf           |
| Betzdorf            | Betzder            | Betzdorf             |
| Beyren              | Beiren             | Flaxweiler           |
| Bigelbach           | Bigelbaach         | Reisdorf             |
| Bigonville          | Bungeref           | Rambrouch            |
| Bilsdorf            | Bilschdref         | Rambrouch            |
| Binsfeld            | Bënzelt            | Weiswampach          |
| Bissen              | Biissen            | Bissen               |
| Bivange             | Béiweng            | Roeser               |
| Bivels              | Biwels             | Putscheid            |
| Biwer               | Biwer              | Biwer                |
| Biwisch             | Biwwesch           | Troisvierges         |
| Blaschette          | Blaaschent         | Lorentzweiler        |
| Bleesbruck          | Bleesbréck         | Bettendorf           |
| Bockholtz           | Boukels            | Goesdorf             |
| Bochholtz           | Bukels             | Parc Hosingen        |
| Boevange            | Béigen             | Wincrange            |
| Boevange-sur-Attert | Béiwen-Atert       | Helperknapp          |
| Bofferdange         | Bouferdeng         | Lorentzweiler        |
| Bollendorf-Pont     | Bollenduerferbréck | Berdorf              |
| Bonnal              | Bommel             | Esch-sur-Sûre        |
| Born                | Bur                | Rosport-Mompach      |
| Boudler             | Buddeler           | Biwer                |
| Boulaide            | Bauschelt          | Boulaide             |
| Bour                | Bur                | Helperknapp          |
| Bourglinster        | Buerglënster       | Junglinster          |
| Bourscheid          | Buerschent         | Bourscheid           |
| Bous                | Bus                | Bous-Waldbredimus    |
| Boxhorn             | Boxer              | Wincrange            |
| Brachtenbach        | Bruechtebaach      | Wincrange            |
| Brandenbourg        | Branebuerg         | Tandel               |
| Brattert            | Brattert           | Groussbus-Wal        |
| Breidfeld           | Breedelt           | Weiswampach          |
| Breidweiler         | Brädeler           | Consdorf             |
| Breinert            | Breinert           | Biwer                |
| Bridel              | Briddel            | Kopstal              |
| Brouch              | Bruch              | Biwer                |
| Brouch              | Bruch              | Helperknapp          |
| Budersberg          | Butschebuerg       | Dudelange            |
| Bourscheid          | Bitscht            | Goesdorf             |
| Burden              | Biirden            | Erpeldange           |
| Burmerange          | Biermereng         | Schengen             |
| Buschdorf           | Bëschdref          | Boevange-sur-Attert  |
| Buschrodt           | Bëschrued          | Groussbus-Wal        |

## C
| Nom           | Nom luxemburguès | Comuna        |
| ------------- | ---------------- | ------------- |
| Calmus        | Kaalmes          | Saeul         |
| Canach        | Kanech           | Lenningen     |
| Capellen      | Kapellen         | Mamer         |
| Christnach    | Chrëschtnech     | Waldbillig    |
| Cinqfontaines | Pafemillen       | Wincrange     |
| Clemency      | Kënzeg           | Käerjeng      |
| Clervaux      | Klierf           | Clervaux      |
| Colmar-Berg   | Kolmer-Bierg     | Colmar-Berg   |
| Colpach-Bas   | Nidderkolpech    | Ell           |
| Colpach-Haut  | Uewerkolpech     | Ell           |
| Consdorf      | Konsdref         | Consdorf      |
| Consthum      | Konstem          | Parc Hosingen |
| Contern       | Konter           | Contern       |
| Crauthem      | Krautem          | Roeser        |
| Cruchten      | Kruuchten        | Nommern       |

## D
| Nom         | Nom luxemburguès | Comuna                               |
| ----------- | ---------------- | ------------------------------------ |
| Dahl        | Dol              | Goesdorf                             |
| Dahlem      | Duelem           | Garnich                              |
| Dalheim     | Duelem           | Dalheim                              |
| Deiffelt    | Deewelt          | Wincrange                            |
| Dellen      | Dellen           | Groussbus-Wal                        |
| Derenbach   | Déierbech        | Wincrange                            |
| Dickweiler  | Dickweiler       | Rosport-Mompach                      |
| Diekirch    | Dikrech          | Diekirch                             |
| Differdange | Déifferdeng      | Differdange                          |
| Dillingen   | Déiljen          | Beaufort                             |
| Dippach     | Dippech          | Dippach                              |
| Dirbach     | Dirbech          | Bourscheid, Esch-sur-Sûre i Goesdorf |
| Doennange   | Diänjen          | Wincrange                            |
| Doncols     | Donkels          | Winseler                             |
| Dondelange  | Dondel           | Kehlen                               |
| Dorscheid   | Duerscht         | Parc Hosingen                        |
| Drauffelt   | Draufelt         | Clervaux                             |
| Drinklange  | Drénkelt         | Troisvierges                         |
| Dudelange   | Diddeleng        | Dudelange                            |

## E
| Nom              | Nom luxemburguès | Comuna            |
| ---------------- | ---------------- | ----------------- |
| Echternach       | Iechternach      | Echternach        |
| Ehlange-sur-Mess | Éiléng           | Reckange-sur-Mess |
| Ehlerange        | Éilereng         | Sanem             |
| Ehnen            | Éinen            | Wormeldange       |
| Ehner            | Iener            | Saeul             |
| Eischen          | Äischen          | Habscht           |
| Eisenborn        | Eesebur          | Junglinster       |
| Ell              | Ell              | Ell               |
| Ellange          | Elleng           | Mondorf-les-Bains |
| Elvange          | Ielwen           | Beckerich         |
| Elvange          | Elveng           | Schengen          |
| Emerange         | Éimereng         | Schengen          |
| Enscherange      | Äischer          | Kiischpelt        |
| Eppeldorf        | Eppelduerf       | Vallée de l'Ernz  |
| Ermsdorf         | Iermsdref        | Vallée de l'Ernz  |
| Ernster          | Iernster         | Niederanven       |
| Ernzen           | Iernzen          | Larochette        |
| Erpeldange       | Ierpeldeng       | Erpeldange        |
| Erpeldange       | Ierpeldeng       | Bous-Waldbredimus |
| Erpeldange       | Ierpeldeng       | Eschweiler        |
| Ersange          | Ierseng          | Bous-Waldbredimus |
| Eschdorf         | Eschduerf        | Esch-sur-Sûre     |
| Eschette         | Éischent         | Rambrouch         |
| Esch-sur-Alzette | Esch-Uelzecht    | Esch-sur-Alzette  |
| Esch-sur-Sûre    | Esch-Sauer       | Esch-sur-Sûre     |
| Eschweiler       | Eeschler         | Junglinster       |
| Eschweiler       | Eschweiler       | Eschweiler        |
| Eselborn         | Eeselbur         | Clervaux          |
| Ettelbruck       | Ettelbréck       | Ettelbruck        |
| Everlange        | Iewerleng        | Useldange         |

## F
| Nom         | Nom luxemburguès | Comuna           |
| ----------- | ---------------- | ---------------- |
| Fennange    | Fënnéng          | Bettembourg      |
| Fentange    | Fenteng          | Hesperange       |
| Filsdorf    | Fëlschdref       | Dalheim          |
| Findel      | Findel           | Sandweiler       |
| Fingig      | Féngeg           | Käerjeng         |
| Fischbach   | Fëschbech        | Clervaux         |
| Fischbach   | Fëschbech        | Fischbach        |
| Flaxweiler  | Fluessweller     | Flaxweiler       |
| Foetz       | Féiz             | Mondercange      |
| Folkendange | Folkendeng       | Vallée de l'Ernz |
| Folschette  | Foulscht         | Rambrouch        |
| Fouhren     | Furen            | Tandel           |
| Freckeisen  | Freckeisen       | Waldbillig       |
| Frisange    | Fréiseng         | Frisange         |

## G
| Nom           | Nom luxemburguès | Comuna              |
| ------------- | ---------------- | ------------------- |
| Garnich       | Garnech          | Garnich             |
| Gilsdorf      | Gilsdref         | Bettendorf          |
| Girst         | Giischt          | Rosport-Mompach     |
| Godbrange     | Guedber          | Junglinster         |
| Goeblange     | Giewel           | Koerich             |
| Goedange      | Géidgen          | Troisvierges        |
| Goesdorf      | Géisdref         | Goesdorf            |
| Goetzingen    | Gëtzen           | Koerich             |
| Gonderange    | Gonneréng        | Junglinster         |
| Gosseldange   | Gousseldeng      | Lintgen             |
| Gostingen     | Gouschténg       | Flaxweiler          |
| Gralingen     | Grooljen         | Putscheid           |
| Grand-Bevange | Groussbéiweng    | Garnich             |
| Grass         | Grass            | Steinfort           |
| Graulinster   | Grolënster       | Bech i Junglinster  |
| Greisch       | Gräisch          | Habscht             |
| Greiveldange  | Greiweldeng      | Stadtbredimus       |
| Grevels       | Gréiwels         | Groussbus-Wal       |
| Grevenknapp   | Gréiweknapp      | Helperknapp         |
| Grevenmacher  | Gréiwemaacher    | Grevenmacher        |
| Grindhausen   | Grandsen         | Clervaux            |
| Grosbous      | Groussbus        | Groussbus-Wal       |
| Grummelscheid | Grëmmelescht     | Winseler            |
| Grundhof      | Grondhaff        | Beaufort et Berdorf |

## H
| Nom                 | Nom luxemburguès | Comuna               |
| ------------------- | ---------------- | -------------------- |
| Hachiville          | Helzen           | Wincrange            |
| Hagelsdorf          | Haastert         | Biwer                |
| Hagen               | Hoen             | Steinfort            |
| Haller              | Haler            | Waldbillig           |
| Hamiville           | Heesdref         | Wincrange            |
| Harlange            | Harel            | Lac de la Haute-Sûre |
| Hassel              | Haassel          | Weiler-la-Tour       |
| Haut-Martelange     | Uewermaarteleng  | Rambrouch            |
| Hautbellain         | Beessleck        | Troisvierges         |
| Hautcharage         | Uewerkäerjeng    | Käerjeng             |
| Heffingen           | Hiefenech        | Heffingen            |
| Heiderscheid        | Heischent        | Esch-sur-Sûre        |
| Heiderscheidergrund | Heischtergronn   | Esch-sur-Sûre        |
| Heinerscheid        | Hengescht        | Clervaux             |
| Heisdorf            | Heeschdrëf       | Steinsel             |
| Heispelt            | Heeschpelt       | Groussbus-Wal        |
| Hellange            | Helleng          | Frisange             |
| Helmdange           | Hielem           | Lorentzweiler        |
| Helmsange           | Helsem           | Walferdange          |
| Hemstal             | Hemstel          | Bech                 |
| Herborn             | Hierber          | Rosport-Mompach      |
| Hesperange          | Hesper           | Hesperange           |
| Hëttermillen        | Hëttermillen     | Stadtbredimus        |
| Hinkel              | Henkel           | Rosport-Mompach      |
| Hivange             | Héiweng          | Garnich              |
| Hobscheid           | Habscht          | Habscht              |
| Hoesdorf            | Héischdref       | Reisdorf             |
| Hoffelt             | Houfelt          | Wincrange            |
| Hollenfels          | Huelmes          | Helperknapp          |
| Holler              | Holler           | Weiswampach          |
| Holtz               | Holz             | Rambrouch            |
| Holzem              | Holzem           | Mamer                |
| Holzthum            | Holztem          | Parc Hosingen        |
| Hoscheid            | Houschent        | Parc Hosingen        |
| Hosingen            | Housen           | Parc Hosingen        |
| Hoscheid-Dickt      | Houschter-Déckt  | Parc Hosingen        |
| Hostert             | Hueschtert       | Niederanven          |
| Hostert             | Hueschtert       | Rambrouch            |
| Hovelange           | Huewel           | Beckerich            |
| Howald              | Houwald          | Hesperange           |
| Huldange            | Huldang          | Troisvierges         |
| Huncherange         | Hëncheréng       | Bettembourg          |
| Hunsdorf            | Hënsdref         | Lorentzweiler        |
| Hupperdange         | Hëpperdang       | Clervaux             |
| Huttange            | Hitten           | Beckerich            |

## I
| Nom       | Nom luxemburguès | Comuna        |
| --------- | ---------------- | ------------- |
| Imbringen | Amber            | Junglinster   |
| Ingeldorf | Angelduerf       | Erpeldange    |
| Insenborn | Ënsber           | Esch-sur-Sûre |
| Itzig     | Izeg             | Hesperange    |

## J
| Nom         | Nom luxemburguès | Comuna      |
| ----------- | ---------------- | ----------- |
| Junglinster | Jonglënster      | Junglinster |

## K
| Nom            | Nom luxemburguès | Comuna               |
| -------------- | ---------------- | -------------------- |
| Kahler         | Koler            | Garnich              |
| Kalborn        | Kaalber          | Clervaux             |
| Kapweiler      | Kapwëller        | Saeul                |
| Kaundorf       | Kauneref         | Lac de la Haute-Sûre |
| Kautenbach     | Kautebaach       | Kiischpelt           |
| Kayl           | Käl              | Kayl                 |
| Kehlen         | Kielen           | Kehlen               |
| Kehmen         | Kiemen           | Bourscheid           |
| Keispelt       | Keespelt         | Kehlen               |
| Kleinbettingen | Klengbetten      | Steinfort            |
| Knaphoscheid   | Knapphouschent   | Eschweiler           |
| Kobenbour      | Kuebebuer        | Bech                 |
| Kockelscheuer  | Kockelscheier    | Roeser               |
| Koedange       | Kéideng          | Fischbach            |
| Koerich        | Käerch           | Koerich              |
| Koetschette    | Kietscht         | Rambrouch            |
| Kopstal        | Koplescht        | Kopstal              |
| Kuborn         | Kéiber           | Groussbus-Wal        |

## L
| Nom                 | Nom luxemburguès | Comuna               |
| ------------------- | ---------------- | -------------------- |
| Lamadelaine         | Rolleng          | Pétange              |
| Landscheid          | Laaschent        | Tandel               |
| Lannen              | Lannen           | Redange              |
| Larochette          | Fiels            | Larochette           |
| Lasauvage           | Zowaasch         | Differdange          |
| Leithum             | Leetem           | Weiswampach          |
| Lellig              | Lelleg           | Manternach           |
| Lellingen           | Lellgen          | Kiischpelt           |
| Lenningen           | Lenneng          | Lenningen            |
| Lentzweiler         | Lenzweiler       | Wincrange            |
| Leudelange          | Leideleng        | Leudelange           |
| Levelange           | Liewel           | Beckerich            |
| Liefrange           | Léifreg          | Lac de la Haute-Sûre |
| Lieler              | Léiler           | Clervaux             |
| Limpach             | Lampech          | Reckange-sur-Mess    |
| Linger (Luxemburg)  | Lénger           | Käerjeng             |
| Lintgen             | Lëntgen          | Lintgen              |
| Lipperscheid        | Lëppschent       | Bourscheid           |
| Livange             | Léiweng          | Roeser               |
| Longsdorf           | Longsdref        | Tandel               |
| Lorentzweiler       | Luerenzweiler    | Lorentzweiler        |
| Lullange            | Lëllgen          | Wincrange            |
| Lultzhausen         | Lëlz             | Esch-sur-Sûre        |
| Ciutat de Luxemburg | Lëtzebuerg       | Ciutat de Luxemburg  |

## M
| Nom               | Nom luxemburguès | Comuna               |
| ----------------- | ---------------- | -------------------- |
| Machtum           | Meechtem         | Wormeldange          |
| Mamer             | Mamer            | Mamer                |
| Manternach        | Manternach       | Manternach           |
| Marienthal        | Mariendall       | Helperknapp          |
| Marnach           | Maarnech         | Clervaux             |
| Masseler          | Maasseler        | Goesdorf             |
| Mecher            | Mecher           | Clervaux             |
| Mecher            | Meecher          | Lac de la Haute-Sûre |
| Medernach         | Miedernach       | Vallée de l'Ernz     |
| Medingen          | Méideng          | Contern              |
| Meispelt          | Meespelt         | Kehlen               |
| Mensdorf          | Menster          | Betzdorf             |
| Merkholtz         | Mäerkels         | Kiischpelt           |
| Mersch            | Miersch          | Mersch               |
| Merscheid         | Merscheet        | Esch-sur-Sûre        |
| Merscheid         | Mierschent       | Putscheid            |
| Mertert           | Mäertert         | Mertert              |
| Mertzig           | Mäerzeg          | Mertzig              |
| Michelau          | Méchela          | Bourscheid           |
| Michelbouch       | Méchelbuch       | Vichten              |
| Moersdorf         | Méischdref       | Rosport-Mompach      |
| Moesdorf          | Miesdref         | Mersch               |
| Moestroff         | Méischtref       | Bettendorf           |
| Mompach           | Mompech          | Rosport-Mompach      |
| Mondercange       | Monnerech        | Mondercange          |
| Mondorf-les-Bains | Munneref         | Mondorf-les-Bains    |
| Moutfort          | Mutfert          | Contern              |
| Muhlbach          | Milbech          | Contern              |
| Mullendorf        | Mëllerëf         | Steinsel             |
| Mullerthal        | Mëllerdall       | Waldbillig           |
| Munsbach          | Mënsbech         | Schuttrange          |
| Munschecker       | Mënjecker        | Manternach           |
| Munshausen        | Munzen           | Clervaux             |

## N
| Nom               | Nom luxemburguès | Comuna               |
| ----------------- | ---------------- | -------------------- |
| Nachtmanderscheid | Nuechtmanescht   | Putscheid            |
| Nagem             | Nojem            | Redange              |
| Neidhausen        | Näidsen          | Parc Hosingen        |
| Neuhäusgen        | Neihaischen      | Schuttrange          |
| Neunhausen        | Néngsen          | Esch-sur-Sûre        |
| Niederanven       | Nidderaanwen     | Niederanven          |
| Niederdonven      | Nidderdonwen     | Flaxweiler           |
| Niederfeulen      | Nidderfeelen     | Feulen               |
| Niederkorn        | Nidderkuer       | Differdange          |
| Niederpallen      | Nidderpallen     | Redange              |
| Niederwampach     | Nidderwampech    | Wincrange            |
| Nocher            | Nacher           | Goesdorf             |
| Nocher-Route      | Nacherstrooss    | Goesdorf             |
| Noerdange         | Näerden          | Beckerich            |
| Noertrange        | Näertreg         | Winseler             |
| Noertzange        | Näerzeng         | Bettembourg          |
| Nommern           | Noumer           | Nommern              |
| Nospelt           | Nouspelt         | Kehlen               |
| Nothum            | Noutem           | Lac de la Haute-Sûre |

## O
| Nom         | Nom luxemburguès | Comuna          |
| ----------- | ---------------- | --------------- |
| Oberanven   | Ueweraanwen      | Niederanven     |
| Oberdonven  | Uewerdonwen      | Flaxweiler      |
| Oberfeulen  | Uewerfeelen      | Feulen          |
| Oberkorn    | Uewerkuer        | Differdange     |
| Oberpallen  | Uewerpallen      | Beckerich       |
| Oberwampach | Uewerwampech     | Wincrange       |
| Oetrange    | Éiter            | Contern         |
| Olingen     | Ouljen           | Betzdorf        |
| Olm         | Ollem            | Kehlen          |
| Ospern      | Osper            | Redange         |
| Osweiler    | Uesweller        | Rosport-Mompach |

## P
| Nom              | Nom luxemburguès | Comuna            |
| ---------------- | ---------------- | ----------------- |
| Peppange         | Peppeng          | Roeser            |
| Perlé            | Pärel            | Rambrouch         |
| Pétange          | Péiteng          | Pétange           |
| Petit-Nobressart | Kleng-Elchert    | Ell               |
| Pettingen        | Pëtten           | Mersch            |
| Pintsch          | Pënsch           | Kiischpelt        |
| Pissange         | Pisséng          | Reckange-sur-Mess |
| Platen           | Platen           | Préizerdaul       |
| Pommerloch       | Pommerlach       | Winseler          |
| Pontpierre       | Steebrécken      | Mondercange       |
| Pratz            | Proz             | Préizerdaul       |
| Prettingen       | Pretten          | Lintgen           |
| Putscheid        | Pëtscht          | Putscheid         |

## R
| Nom               | Nom luxedmburguès   | Comuna            |
| ----------------- | ------------------- | ----------------- |
| Rambrouch         | Rammerech           | Rambrouch         |
| Rameldange        | Rammeldang          | Niederanven       |
| Reckange          | Recken              | Mersch            |
| Reckange-sur-Mess | Reckeng op der Mess | Reckange-sur-Mess |
| Redange           | Réiden              | Redange           |
| Reichlange        | Räichel             | Redange           |
| Reimberg          | Rëmmereg            | Préizerdaul       |
| Reisdorf          | Reisduerf           | Reisdorf          |
| Remerschen        | Rëmerschen          | Schengen          |
| Remich            | Réimech             | Remich            |
| Reuland           | Reiland             | Heffingen         |
| Reuler            | Reiler              | Clervaux          |
| Ringel            | Réngel              | Esch-sur-Sûre     |
| Rippig            | Rippeg              | Bech              |
| Rippweiler        | Rippweiler          | Useldange         |
| Rodange           | Rodange             | Pétange           |
| Rodenbourg        | Roudemer            | Junglinster       |
| Roder             | Rueder              | Clervaux          |
| Roedgen           | Riedgen             | Reckange-sur-Mess |
| Roeser            | Réiser              | Roeser            |
| Rolling           | Rolleng             | Bous-Waldbredimus |
| Rollingen         | Rolleng             | Mersch            |
| Rombach           | Rombech             | Rambrouch         |
| Roodt             | Rued                | Ell               |
| Roodt-sur-Eisch   | Rued                | Habscht           |
| Roodt-sur-Syre    | Rued-Sir            | Betzdorf          |
| Rosport           | Rouspert            | Rosport-Mompach   |
| Roullingen        | Rulljen             | Wiltz             |
| Rumelange         | Rëmeleng            | Rumelange         |
| Rumlange          | Rëmeljen            | Wincrange         |

## S
| Nom                   | Nom luxemburguès  | Comuna           |
| --------------------- | ----------------- | ---------------- |
| Saeul                 | Sëll              | Saeul            |
| Sandweiler            | Sandweiler        | Sandweiler       |
| Sanem                 | Suessem           | Sanem            |
| Sassel                | Saassel           | Wincrange        |
| Savelborn             | Suewelbur         | Vallée de l'Ernz |
| Schandel              | Schandel          | Useldange        |
| Scheidel              | Scheedel          | Bourscheid       |
| Scheidgen             | Scheedgen         | Consdorf         |
| Schengen              | Schengen          | Schengen         |
| Schieren              | Schieren          | Schieren         |
| Schifflange           | Schëffleng        | Schifflange      |
| Schimpach             | Schëmpech         | Wincrange        |
| Schlindermanderscheid | Schlënnermanescht | Bourscheid       |
| Schoenfels            | Schëndels         | Mersch           |
| Schoos                | Schous            | Fischbach        |
| Schouweiler           | Schuller          | Dippach          |
| Schrassig             | Schraasseg        | Schuttrange      |
| Schrondweiler         | Schrondweiler     | Nommern          |
| Schuttrange           | Schëtter          | Schuttrange      |
| Schwebach             | Schwéibech        | Saeul            |
| Schwebsange           | Schwéidsbengen    | Schengen         |
| Schweich              | Schweech          | Beckerich        |
| Schwiedelbrouch       | Schwiddelbrouch   | Rambrouch        |
| Selscheid             | Selschent         | Eschweiler       |
| Senningen             | Senneng           | Niederanven      |
| Senningerberg         | Sennengerbierg    | Niederanven      |
| Septfontaines         | Simmern           | Habscht          |
| Siebenaler            | Siwwenaler        | Clervaux         |
| Soleuvre              | Zolwer            | Sanem            |
| Sonlez                | Soller            | Winseler         |
| Sprinkange            | Sprénkeng         | Dippach          |
| Stadtbredimus         | Stadbriedemes     | Stadtbredimus    |
| Stegen                | Steën             | Vallée de l'Ernz |
| Steinfort             | Stengefort        | Steinfort        |
| Steinheim             | Steenem           | Rosport-Mompach  |
| Steinsel              | Steesel           | Steinsel         |
| Stockem               | Stackem           | Wincrange        |
| Stolzembourg          | Stolzebuerg       | Putscheid        |
| Strassen              | Stroossen         | Strassen         |
| Surré                 | Sir               | Boulaide         |
| Syren                 | Siren             | Weiler-la-Tour   |

## T
| Nom          | Nom luxemburguès | Comuna               |
| ------------ | ---------------- | -------------------- |
| Tadler       | Todler           | Esch-sur-Sûre        |
| Tandel       | Tandel           | Tandel               |
| Tarchamps    | Iischpelt        | Lac de la Haute-Sûre |
| Tétange      | Téiteng          | Kayl                 |
| Trintange    | Trënteng         | Bous-Waldbredimus    |
| Troine       | Tratten          | Wincrange            |
| Troisvierges | Ëlwen            | Troisvierges         |
| Tuntange     | Tënten           | Helperknapp          |

## U
| Nom            | Nom luxemburguès | Comuna        |
| -------------- | ---------------- | ------------- |
| Übersyren      | Iwwersiren       | Schuttrange   |
| Untereisenbach | Ënnereesbech     | Parc Hosingen |
| Urspelt        | Ischpelt         | Clervaux      |
| Useldange      | Useldeng         | Useldange     |

## V
| Nom     | Nom luxemburguès | Comuna  |
| ------- | ---------------- | ------- |
| Vianden | Veianen          | Vianden |
| Vichten | Viichten         | Vichten |

## W
| Nom              | Nom luxemburguès    | Comuna               |
| ---------------- | ------------------- | -------------------- |
| Wahl             | Wal                 | Groussbus-Wal        |
| Wahlhausen       | Wuelessen           | Parc Hosingen        |
| Waldbillig       | Waldbëlleg          | Waldbillig           |
| Waldbredimus     | Waldbriedemes       | Bous-Waldbredimus    |
| Walferdange      | Walfer              | Walferdange          |
| Wallendorf-Pont  | Wallenduerfer-Bréck | Reisdorf             |
| Waldhof          | Waldhaff            | Niederanven          |
| Walsdorf         | Waalsdref           | Tandel               |
| Warken           | Waarken             | Ettelbruck           |
| Wasserbillig     | Waasserbëlleg       | Mertert              |
| Watrange         | Walter              | Lac de la Haute-Sûre |
| Wecker           | Wecker              | Biwer                |
| Weicherdange     | Wäicherdang         | Clervaux             |
| Weidingen        | Wegdichen           | Wiltz                |
| Weiler           | Weller              | Putscheid            |
| Weiler-la-Tour   | Weiler zum Tuerm    | Weiler-la-Tour       |
| Weiswampach      | Wäiswampech         | Weiswampach          |
| Welfrange        | Welfreng            | Dalheim              |
| Wellenstein      | Wellesteen          | Schengen             |
| Welscheid        | Welschent           | Bourscheid           |
| Weydig           | Weidig              | Biwer                |
| Wickrange        | Wickreng            | Reckange-sur-Mess    |
| Wiltz            | Wolz                | Wiltz                |
| Wilwerdange      | Wilwerdang          | Troisvierges         |
| Wilwerwiltz      | Wëlwerwolz          | Kiischpelt           |
| Wincrange        | Wëntger             | Wincrange            |
| Windhof          | Wandhaff            | Koerich              |
| Winseler         | Wanseler            | Winseler             |
| Wintrange        | Wëntreng            | Schengen             |
| Wolwelange       | Wolwen              | Rambrouch            |
| Wormeldange      | Wormer              | Wormeldange          |
| Wormeldange-Haut | Uewerwuermeldeng    | Wormeldange          |

## Z
| Nom    | Nom luxemburguès | Comuna |
| ------ | ---------------- | ------ |
| Zittig | Zëtteg           | Bech   |